# Tear Ring Saga
Tear Ring Saga: Yutona Eiyū Senki (ティアリングサーガ ユトナ英雄戦記?) es un videojuego de rol táctico desarrollado por Tirnanog, un estudio de desarrollo iniciado por Shouzou Kaga, el creador de la serie Fire Emblem. El juego fue lanzado sólo en Japón el 24 de mayo de 2001 por Enterbrain. Mayumi Hirota de Fire Emblem: Thracia 776 sirvió como el diseñador de personajes del juego.

## Argumento
El juego tiene lugar en una isla llamado Riberia (リーベリア Rīberia?), que durante mucho tiempo había estado dividida y gobernada por cuatro reinos. Sin embargo, estos reinos fueron destruidos por el malvado Zoa Empire (ゾーア帝国 Zōa Teikoku?) y su gobernante que adora al diablo, y la isla estaba empezando a retroceder en un período de inestabilidad y la oscuridad.
Rīve Kingdom (リーヴェ王国 Rīve Oukoku?) era uno de los cuatro reinos de Ribeira, y el primer protagonista, Runan (リュナン Ryunan?), es el príncipe de Razelia (ラゼリア?), uno de los principados en el reino. Tras la caída del principado de su padre, escapó y se escondió en una puerto cercano. Sin embargo, esta ciudad también cayó en manos del Imperio, y Runan y Holmes (ホームズ?), el príncipe de otro de los principados del reino, se retiran a la Uelt Kingdom, que ha sido recién creado, con un pequeño contingente de tropas. Los dos reciben la asistencia del rey de Uelt Kingdom (ウエルト王国 Ueruto Oukoku?), y comienzan un largo viaje para destruir el imperio del mal.

## Modo de juego
Tear Ring Saga es un juego de rol de simulación de guerra donde el jugador coloca unidades en un mapa cuadriculado bidimensional y trata de cumplir con los objetivos en cada escenario. La vista regresa a un mapa del mundo más grande una vez que termine la batalla, y el jugador puede optar por viajar a nuevos lugares conforme avanza el juego. Hay dos protagonistas en el juego, Runan y Holmes, y el jugador debe dividir su ejército principal en dos ejércitos separados para cada protagonista. La historia de Runan sigue un estricto conjunto de escenarios en los que él lucha contra un imperio enemigo, pero es posible hacer caso omiso de los principales escenarios para recoger el tesoro y aumentar la fuerza del ejército durante la historia de Holmes.
Aunque los dos ejércitos viajan separadamente por la mayor parte del juego, se recombinan varias veces para intercambiar artículos y otros miembros. Esto permite al jugador usar unidades entrenadas en el ejército de Holmes en batallas de Runan, o viceversa.

## Otras publicaciones
Dos guías oficiales del juego fueron lanzadas en junio y julio de 2001 (ISBN 4757704844 y ISBN 4-7577-0520-4), tanto por Enterbrain. Una versión novelada del juego también ha sido lanzada por Famitsu Bunko en 4 volúmenes (ISBN 4757705751, ISBN 4-7577-0684-7, ISBN 4-7577-0757-6, y ISBN 4-7577-2653-8) entre 2001 y 2006 (la publicación del volumen final se prolongó durante más de un año debido a una demanda judicial por parte de Nintendo). La banda sonora del juego fue lanzada por Scitron el 20 de junio de 2001, bajo el sello discográfico Sony Music.
La secuela del juego, Tear Ring Saga: Berwick Saga fue lanzada para PlayStation 2 en 2005.

## Demanda judicial
El juego fue diseñado por Shouzou Kaga, un exdiseñador de juegos de Intelligent Systems y creador de la serie Fire Emblem. Como resultado de esto, el juego tiene muchas similitudes con la serie Fire Emblem. Esto causó que el distribuidor, Nintendo, presentara una demanda en contra de Enterbrain y Tirnanog en julio de 2001 , alegando que la compañía era culpable de una infracción de derechos de autor. El primer juicio terminó en noviembre de 2002 , cuando el Tribunal de Distrito de Tokio rechazó las afirmaciones de Nintendo. Nintendo presentó una segunda demanda en apelación, y el segundo juicio comenzó tres meses después del primero, esta vez bajo el Tribunal Superior de Tokio. El segundo juicio terminó en noviembre de 2004, y se le ordenó a Enterbrain pagar una multa de 76 millones de yenes a Nintendo. Sin embargo, el juego no fue considerado como una violación de los derechos de autor , y las copias se mantuvieron en las tiendas. Nintendo e Intelligent Systems hicieron otra apelación ante el Tribunal Supremo de Japón, donde se confirmó la segunda sentencia. Los procedimientos judiciales finales terminaron en abril de 2005 .
Tear Ring Saga originalmente se había anunciado en 2000 como Emblem Saga, pero el sistema de juego y el diseño fueron cambiados considerablemente en torno al momento de la liberación real del juego después de que Nintendo amenazó con emprender acciones legales.

## Recepción
En la publicación, la revista Famitsu dio al juego un 32 de 40.